# Salah Bouchaour
Salah Bouchaour là một đô thị thuộc tỉnh Skikda, Algérie. Dân số thời điểm năm 2002 là 25.933 người.